# Information
 For alternative betydninger, se Information (flertydig). (Se også artikler, som begynder med Information)
 Denne artikel omhandler begrebet information. Opslagsordet har også en anden betydning, se Dagbladet Information.
Information er et ord, der i vid udstrækning har fortrængt det danske ord "oplysning". Det er for mange et svært begreb at forklare og bevidst forstå.

Der er mange delvist modstridende teorier om hvad information er. Der er to hovedgrupper af teorier: en objektiv gruppe og en subjektiv gruppe.
Ifølge den objektive forståelse er information noget, der findes i verden, uanset om der er nogen, der betragter det eller ej. Information er fx forskelle i stof og energi.
Ifølge den subjektive forståelse er information noget, der kan informere nogen om noget. Information er en forskel, der gør en forskel, sagde Bateson (1972). Alt kan potentielt være information, da alting potentielt kan besvare et eller andet spørgsmål for nogen. En træstub er informativ for den, der ved at tælle årringene udregner træets alder da det blev fældet. En træstub kan altså være information. Det følger videre, at ingen ting er information i sig selv, men er kun information i forhold til de spørgsmål, den kan bidrage til at besvare. At en ting er information er ikke noget givet, men noget der bygger på en vurdering, som kan vise sig at være forkert. Man kan tolke et fund som vigtig information, men senere vurdere, at man tog fejl. Det som er i databaserne og på Internettet som vi til daglig kalder information er altså efter den subjektive opfattelse kun potentiel information. Det som er information for nogle spørgsmål, for nogle brugere og for nogle domæner, er ikke nødvendigvis information i andre kontekster. En generel og ultrakort definition på begrebet "information" i både objektiv og subjektiv betydning er: "svar på et foreliggende spørgsmål" (jf. informationsordbogen.dk).
I Shannons m.fl.s berømte informationsteori anvendes begrebet information om bit, der er et mål for hvor meget information, der kan lagres på en harddisk eller overføres på en telefonlinie. Denne forståelse af "information" vedrører imidlertid ikke betydningen eller semantikken, hvilket er det centrale i informationsvidenskab og i den almindelige forståelse af ordet.

## Ordbøger
- Informationsordbogen.dk Arkiveret 15. august 2019 hos  Wayback Machine, ordbog for informationshåndtering, bog og bibliotek.